# Glukonát vápenatý
Glukonát vápenatý je organická sloučenina, vápenatá sůl kyseliny glukonové používaná jako doplněk stravy a nitrožilní léčivo k léčbě hypokalcémie, hyperkalémie a hypermagnesémie. Podávání této látky je většinou potřeba pouze při nízkém obsahu vápníku ve stravě. Lze jej rovněž použít k léčbě nebo prevenci osteoporózy a křivice. Kromě nitrožilního podání je také možná aplikace ústy, nitrosvalová aplikace se nedoporučuje.

## Výroba
Glukonát vápenatý se vyrábí smcháním kyseliny glukonové s uhličitanem nebo hydroxidem vápenatým.

## Využití v lékařství

### Hypokalcémie
10% roztok glukonátu vápenatého (aplikovaný nitrožilně) je nejčastěji používanou formou vápníku při léčbě hypokalcémie (nízké koncentrace vápníku v krvi). V této podobě není tak dobře absorbován jako mléčnan vápenatý a obsah vápenatých iontů je pouze 0,93 %. Pokud je hypokalcémie závažnější, používá se tak místo toho chlorid vápenatý.

### Hyperkalémie
Glukonát vápenatý se používá k ochraně srdce u lidí s vysokou koncentrací draslíku v krvi jako alternativa chloridu vápenatého. Jeho použití se doporučuje, pokud je obsah draslíku v krvi vyšší než 6,5 mmol/l nebo když jsou na elektrokardiogramu patrné změny kvůli vysoké hladině krevního draslíku.
I když neovlivňuje množství draslíku v krvi, snižuje excitabilitu kardiomyocytů, čímž snižuje pravděpodobnost srdeční arytmie.

### Předávkování síranem hořečnatým
Glukonát vápenatý je rovněž používán jako protijed při předávkování síranem hořečnatým, který je často předepisován těhotným ženám za účelem prevence záchvatů u pacientek s preeklampsií. Přebytek síranu hořečnatého má toxické účinky v podobě zpomalení dechu a hyporeflexie.

### Popálení kyselinou fluorovodíkovou
Gelové přípravky s glukonátem vápenatým slouží k léčbě popálenin způsobených kyselinou fluorovodíkovou. Glukonát vápenatý totiž reaguje s touto kyselinou za vzniku nerozpustného a netoxického fluoridu vápenatého.

### Kousnutísnovačkou jedovatou
V minulosti byly injekce glukonátu vápenatého, často společně s myorelaxancii, používány jako protijed při kousnutí pavoukem snovačkou jedovatou, ovšem ukázalo se, že tento způsob léčby není příliš účinný.

## Vedlejší účinky
Vedlejšími účinky při nitrožilní aplikaci glukonátu vápenatého mohou být zpomalený puls, bolest v místě aplikace a nízký krevní tlak. Při ústním podání může dojít k zácpě a nebo nevolnosti. Při používání této látky by měla být měřena koncentrace vápníku v krvi a zvláštní pozornost by měla být věnována pacientům, kteří v minulosti měli ledvinové kameny. Během těhotenství a kojení je v obvyklých dávkách bezpečný.